# می وود
می وود (به انگلیسی: Maywood) یک روستا در ایالات متحده آمریکا است که در ایالت ایلینوی واقع شده‌است.

## خصوصیات
می وود ۲۴٬۰۹۰ نفر جمعیت دارد.